# Приильменская низменность
Приильменская низменность — низменное пространство на западе Европейской части России, широкими ступенями — террасами — спускающееся к центру, где лежит озеро Ильмень. Приильменская низменность представляет собой тектоническую депрессию, в позднеледниковое время заполненную водами приледникового бассейна и выполненную мореной, ленточными глинами и песками.
Приильменская низменность чрезвычайно равнинна. Высоты колеблются от 18 до 50 м над уровнем моря. Наиболее понижена центральная часть, где расположено озеро Ильмень. В него впадают многочисленные реки: Шелонь, Ловать, Мста, Веряжа и другие. Только одна река — Волхов, впадающая в Ладожское озеро, берёт начало из Ильменя.
Поверхность Приильменской низменности сильно заболочена. Реки, текущие по ней, имеют неглубокие долины, озёра — низкие берега. Лишь южный берег озера Ильмень высокий (до 16 м). Западный, северный и восточный берега заливаются во время половодья на многие километры.
По окраине низменность повышается до 100 м над уровнем моря, поверхность её делается более расчленённой. Ближе к Валдайской возвышенности встречаются холмы, террасы, глубокие речные долины рек Холовы, Явони, Поломети и других.
Валдайский уступ (Валдайско-Онежский уступ), отделяющий Приильменскую низменность от Валдайской возвышенности, местами достигает высоты 100 м. Уступ состоит из нескольких террас.
Приильменская низменность лежит в основном в подзоне смешанных лесов, на севере — в подзоне тайги. В значительной мере, особенно на юго-западе, распахана.